# Zatoka Bristolska
Zatoka Bristolska (ang. Bristol Bay) – zatoka Morza Beringa, u południowo-zachodniego wybrzeża Alaski, wcinająca się ponad 300 km w głąb lądu. Zachodnią granicę zatoki wyznaczają przylądek Newenham na północy oraz zachodni kraniec półwyspu Alaska bądź wyspa Unimak na południu, oddalone od siebie o około 400 km (według szerszej definicji granica zatoki przebiega przez Wyspy Pribyłowa).
Zatoka jest stosunkowo płytka – średnia głębokość wynosi około 70 m. Jest to największe łowisko łososia na świecie.
Nazwę zatoce nadał w 1778 roku James Cook, na cześć admirała Augustusa Herveya, 3. hrabiego Bristol.